# FK3
Der FK3 (Abkürzung für Dritter Fundamentalkatalog des Berliner Astronomischen Jahrbuchs) war der erste astronomische Fundamentalkatalog, der sich auf ein genau definiertes Inertialsystem bezog. Er wurde in der Zwischenkriegszeit vom Heidelberger Astronomischen Rechen-Institut erstellt und 1937 publiziert. Dieser grundlegende Sternkatalog repräsentierte bis 1963/64 das himmlische (zölestische) Koordinatensystem. Seine Ergänzung zum danach gültigen FK4 wurde FK3 Sup genannt und umfasste etwa 600 Supplementsterne.
Der FK3 dient(e) wie seine Nachfolger bis zum heutigen FK6 als genaues Bezugsystem für die Astronomie, die Geodäsie und die Raumfahrt. Der Koordinatenrahmen besteht in der exakten Lagerung und Orientierung der Koordinatenachsen Rektaszension und Deklination. Mit seinen zugrundeliegenden Konstanten – die in Kooperation mit der IUGG definiert wurden – stellte er auch ein präzises Modell für Aufgaben im Planetensystem bereit sowie als Quasi-Inertialsystem für die sich damals entwickelnde extragalaktische Astronomie.
Der FK3 enthält etwa 900 Fundamentalsterne (d. h. Sterne, die auf mindestens 0,1″ genau vermessen sind). Die Sternörter wurden aus relativen und absoluten Methoden der Astrometrie ermittelt und ihre verschiedenen Epochen auf einen gemeinsamen Zeitpunkt transformiert (siehe auch B1950.0).
Im System sind auch (für damals relativ genaue) Eigenbewegungen jedes Sterns enthalten, sodass ihre Positionen einige Jahrzehnte weit in die Zukunft und in die Vergangenheit umgerechnet werden konnten. Sie beziehen sich mit etwa ½″ Genauigkeit auf ein ruhendes („inertiales“) System, während heute dafür etwa 0,02″ erreicht sind (siehe auch VLBI).
| Kurzname         | Sternanzahl | Titel                                                            | Publiziert | Messung Örter | Messung Eigenbewegungen | Überdeckung                                              |
| ---------------- | ----------- | ---------------------------------------------------------------- | ---------- | ------------- | ----------------------- | -------------------------------------------------------- |
| Auwers, A., 1879 | 539         | Fundamentalkatalog für Zonenbeobachtungen am Nördl. Himmel       | 1879       | Ø 1860        | ≈1850–1870              | bis Dekl.= −10° Anm. 1                                   |
| Peters, J., 1907 | 925         | Neuer FK Berliner Astr.Jahrbuch nach den Grundlagen von Auwers   | 1907       | Ø 1880        | 1745–1900               | bis Dekl.= −89°                                          |
| FK3              | 873         | Dritter Fundamentalkatalog des Berliner Astronomischen Jahrbuchs | 1937       | 1912–1915     |                         | ab hier über ganzen Himmel, mit Epochen 1900, 1950, 2000 |
| FK3sup           | 662         | (Zusatzsterne, Band II)                                          | 1938       | Ø 1913        | 1845–1930               | ab hier über ganzen Himmel, mit Epochen 1900, 1950, 2000 |
| FK4              | 1.535       | Fourth Fundamental Catalogue                                     | 1963       | Ø 1950        |                         | ab hier über ganzen Himmel, mit Epochen 1900, 1950, 2000 |
| FK4sup           | 1.111       | Supplement Stars FK4/5                                           | ≈1965      |               |                         | ab hier über ganzen Himmel, mit Epochen 1900, 1950, 2000 |
| FK5              | 1.535       | Fifth Fundamental Catalogue                                      | 1988       | Ø 1975        |                         | ab hier über ganzen Himmel, mit Epochen 1900, 1950, 2000 |
| FK5sup           | 3.117       | Supplement Stars of FK5                                          | 1991       |               |                         | ab hier über ganzen Himmel, mit Epochen 1900, 1950, 2000 |
| Hipp. Anm. 2     | 118.000     | Hipparcos-Katalog                                                | 1998       | 1989–1993     | 1989–1993               | ab hier über ganzen Himmel, mit Epochen 1900, 1950, 2000 |
| FK6              | 4.150       | Sixth Catalogue of Fundamental Stars                             | 1999, 2000 | Ø 1992        |                         | ab hier über ganzen Himmel, mit Epochen 1900, 1950, 2000 |